# Bryce Petty
Bryce William Petty (Thomaston, 31 maggio 1991) è un giocatore di football americano statunitense che milita nel ruolo di quarterback per i New York Jets della National Football League.

## Carriera professionistica

### New York Jets
Dopo avere giocato al college a football a Baylor dal 2011 al 2014, Petty fu scelto dai New York Jets nel corso del quarto giro (404º assoluto) del Draft NFL 2015. Durante la sua prima stagione fu il terzo quarterback nelle gerarchie della squadra, dopo Ryan Fitzpatrick e Geno Smith, senza scendere mai in campo. Il 6 novembre 2016, in una gara contro i Miami Dolphins, Petty debuttò come professionista, subentrando all'infortunato Fitzpatrick. Completò due passaggi per 19 yard nel suo unico drive prima del ritorno di Fitzpatrick. I Jets persero per 27-23. La settimana successiva disputò la sua prima gara come titolare, in cui passò 163 yard, un touchdown e subì un intercetto nella sconfitta contro i Los Angeles Rams per 9-6.
Nella stagione 2017 Petty disputò come titolare tutte le ultime tre partite al posto dell'infortunato Josh McCown in cui i Jets subirono altrettante sconfitte, passando complessivamente un touchdown e tre intercetti.